# Gospodin i gospođa Smith (1941.)
Gospodin i gospođa Smith je romantična komedija Alfreda Hitchcocka iz 1941. nadahnuta romanom Normana Krasne. Glavne uloge tumače Carole Lombard i Robert Montgomery. Njih dvoje glume vjenčani par koji nakon nekog vremena otkriva da nije vjenčan i dvoumi žele li ostati skupa. 
Iako je Hitchcock rekao da je svoju jedinu komediju u Americi režirao kao uslugu Carole Lombard, podaci iz studija RKO Pictures govore da je sam Hitchcock imao želju snimiti film.
Kao i u svim svojim filmovima, Hitchcock i u ovom filmu ima cameo nastup. Hitchcock se može vidjeti u 43. minuti filma kako prolazi kraj Roberta Montgomeryja u zgradi. Ovu scenu je režirala Carole Lombard.

## Vanjske poveznice
- Gospodin i gospođa Smith u internetskoj bazi filmova IMDb-a